# Isomerasen
Isomerasen sind Enzyme der fünften Enzymklasse laut der systematischen Nomenklatur der Enzymkommission der International Union of Biochemistry (IUB) und katalysieren die Isomerisierungs-Reaktionen, das ist die Umwandlung einer Verbindung in eine isomere Struktur. Isomere sind Moleküle gleicher Summenformel, aber unterschiedlicher absoluter Konfiguration oder Strukturformel. Racemasen katalysieren Racematisierungsreaktionen, bei denen ein Wasserstoff am einzigen Stereozentrum einer Verbindung umgelagert wird. Eine wichtige biochemische Isomerisierungsreaktion ist die Aldose-Ketose-Umlagerung.
Isomerasen sind im EC-Nummern-Klassifikationssystem unter EC 5.-.-.- kategorisiert.

## Klassifikation
| EC-Nummer  | Merkmal                          | Gruppenname                     | Beispiele                                |
| ---------- | -------------------------------- | ------------------------------- | ---------------------------------------- |
| EC 5.1.-.- | Konfigurationsinversion          | Racemasen und Epimerasen        | UDP-Glucose-4-Epimerase                  |
| EC 5.2.-.- | Konfigurationsinversion          | cis-trans-Isomerasen            | Peptidyl-Prolyl-cis-trans-Isomerase      |
| EC 5.3.-.- | Oxidoreduktion                   | Intramolekulare Oxidoreduktasen | Glucoseisomerase Triosephosphatisomerase |
| EC 5.4.-.- | Konstitutionsisomere             | Mutasen                         | Methylmalonyl-CoA-Mutase                 |
| EC 5.5.-.- |                                  | Intramolekulare Lyasen          | Muconat-Cycloisomerase                   |
| EC 5.6.-.- | Ändern von Polypeptiden oder DNA |                                 | Topoisomerasen                           |

## Andere Enzymklassen
- Oxidoreduktasen (EC 1.-.-.-)
- Transferasen (EC 2.-.-.-)
- Hydrolasen (EC 3.-.-.-)
- Lyasen (EC 4.-.-.-)
- Ligasen (EC 6.-.-.-)
- Translokasen (EC 7.-.-.-)